# 우에코 하루미
우에코 하루미(上高 治巳,うえこう はるみ 예명: Jimmy Weckl)는 코나미 디지털 엔터테인먼트 소속의 게임뮤직 작곡가로, 기타리스트로서는 드물게 왼손잡이인 것으로 알려져 있다.

## 인물 소개
Jimmy Weckl 명의로, 코나미의 음악 게임 브랜드 BEMANI 시리즈의 기타프릭스 & 드럼매니아 시리즈를 중심으로 악곡을 제공하고 있다.
관악기 연주자로서의 연주 참가도 많아, 또 스카유닛트인 亜熱帯マジ-SKA爆弾(아열대 마지 SKA 폭탄)의 멤버이기도 했다.
금관악기나 기타의 외, 작곡가중에서는 얼마 안되는 드럼 연주자이기도 하다. 그의 곡은 변박자나 슬립 비트가 다용되고 있어 전체적으로 악곡의 클리어 난도가 높다.그 중에서도 Herring roe나 cockpit 등은 특히 레벨이 높고 웬만한 실력으로는 카피하기가 어렵다.
Jimmy Weckl 이름의 유래는, 본명에 써있는 한자의 발음을 바꾸어서, 治己(じみぃ, 지미-) 上高(うえっこぅ웨코우）이라고 읽을 수 있다는 것이 유래로 여겨진다.
BEMANI 시리즈에 종사하기 이전은, 가정용 게임 부문의 악곡 제작(がんばれゴエモン～ゆき姫救出絵巻～(힘내라 고에몬 유키 공주 구출 그림 두루마기)  등)을 담당하고 있었다.
가장 낡은 기록에서는, 패밀리 컴퓨터 디스크 시스템으로 발매된 ジャイラス(쟈이라스)에 참가하고 있다.
サイレントスコープ(사일런트스코프)시리즈의 대부분의 악곡은 이 사람 담당이며, 특히 ウォートラン・トルーパーズ(WARTRAN TROOPERS)는 실질 솔로 앨범이라고도 말할 수 있다. 또, グラディウスIV(그라디우스 IV)의 사운드 트랙에서는 어레인저로서도 참가하고 있다.
닉네임은 공식 사이트의 사진이나 초상화의 분위기를 바탕으로 "두목" 등으로 불리며 코나미 구형파 구락부(コナミ矩形波倶楽部) 시대의 명의는 バップ上高(밥 카미타카)를 사용했다.

## 주요 악곡
괄호 안은 게임상에서의 명의, 괄호가 없는 곡은 Jimmy Weckl 명의.

### 기타프릭스&드럼매니아
- GUITAR FREAKS
  - Jazzy cat
- GUITAR FREAKS 2ndMIX
  - Holiday
  - Aficion
  - JUST JOEY
- drummania
  - WAZA
  - Onion man
  - Across the nightmare
  - Road for thunder
  - Look at me (Elizabeth Dobbs)
- drummania 2ndMIX
  - CENTAUR
- GUITARFREAKS 4thMIX & drummania 3rdMIX
  - SEA ANEMONES
- GUITARFREAKS 5thMIX & drummania 4thMIX
  - THREE WORMS
- GUITARFREAKS 6thMIX & drummania 5thMIX
  - Herring roe
  - IN YOUR EYES (浦田隆志)
- GUITARFREAKS 7thMIX & drummania 6thMIX
  - Getaway (浦田隆志・平田久美子)
  - 君のハートにドキュン (津屋知彦)
- GUITARFREAKS 8thMIX & drummania 7thMIX
  - KISS ME GOODBYE! (TAEKO)
  - Keiko my love
- GUITARFREAKS 9thMIX & drummania 8thMIX
  - Impulse of Blue (TAEKO)
  - 万華鏡
- GUITARFREAKS 10thMIX & drummania 9thMIX
  - Shower of Love (Helen Morrison)
  - cockpit
  - joker
- GUITARFREAKS 11thMIX & drummania 10thMIX
  - orbital velocity
  - Passion (KUMIKO)
- GuitarFreaks V & DrumMania V
  - You'll be a man (Thomas Howard Lichtenstein)
  - DOKI☆DOKI (TAEKO)
  - Wonderful Workers
  - 無常の星 (P-Bombers) - 고조 나카무라, 코에즈카 요시히코와 합작
- GuitarFreaks V2 & DrumMania V2
  - V2 시스템 악곡 전반
  - モラトリアム (MAKI)
  - JJ-road (JJ-road)
- GuitarFreaks V3 & DrumMania V3
  - ミラージュ･レジデンス - Beatmania IIDX 15 DJ TROOPERS 에 이식
- GuitarFreaks V4 Яock×Rock & DrumMania V4 Яock×Rock
  - Zigzag Life
  - Swimming In Love (ナツキ)
- GuitarFreaks V5 Rock to Infinity & DrumMania V5 Rock to Infinity
  - TENGU
- GuitarFreaks V6 BLAZING! & DrumMania V6 BLAZING!
  - Jungle（Mutsuhiko Izumi with Jimmy Weckl） - 이즈미 무쓰히코와 합작

### 팝픈뮤직
- pop'n music 6
  - 2nd ADVENTURE
- pop'n music 9
  - 垂直OK! (Jimmy Weckl feat. 岩志太郎)
- pop'n music 10
  - STATION (Jimmy Weckl feat. 岩志太郎)
- pop'n music 11
  - 最強おばちゃん伝説 (Jimmy Weckl feat. ジュース・アクターズ)
  - でんがなマンガナ (でんがな&マンガナ)
- pop'n music 12 いろは(이로하)
  - 琴古都
  - 進め!爺ちゃん! (ジュースアクターズ)
- pop'n music 13 カーニバル(카니발)
  - 男盛～おとこざかり (汁玄人)
- pop'n music 14 FEVER!
  - 個胃X光 (絹 老人)
- pop'n music 15 ADVENTURE
  - WARTRAN TROOPERS

### 비트매니아 IIDX
- キャッシュレスは愛情消すティッシュ (GINGER) - 아사키와 합작

### 유비트(jubeat)
- icicles

### ee'MALL
- ee'MALL 2nd avenue
  - 大好きだよ (KUMIKO)

## 같이 보기
- 기타프릭스
- 드럼매니아
- 팝픈뮤직
- 유비트
- 비트매니아 IIDX
- 비마니